# Gerbillus hesperinus
Gerbillus hesperinus là một loài động vật có vú trong họ Chuột, bộ Gặm nhấm. Loài này được Cabrera mô tả năm 1936.